# 桃井真
桃井 真（ももい まこと、1923年2月4日 - 2004年4月18日）は、日本の陸軍軍人、国際政治学者、軍事アナリスト。
翻訳家・編集者としても活躍した。女優の桃井かおりの父。位階は従四位。

## 来歴
神奈川県鎌倉市生まれ。長野県佐久市出身。陸軍委託学生として東京外国語学校英語科を卒業、陸軍中野学校へ送られ参謀本部第二部に属した後、陸軍予備士官学校を卒業し、任官と同時に参謀本部第二部第六課で放送傍聴に従事。
終戦後は、経歴を偽り進駐米軍属として一時勤務。のち、北日本貿易、エイジアン・エコノミックレビュー、ブリティッシュ・インポート、日本商工会議所アジア経済研究会などを経て、1954年に防衛庁防衛研修所（のち防衛研究所）に入所、ハーバード大学に派遣された。
国際関係論研究に従事し、第五研究室長、研究部長などを歴任。1982年、防衛研修所を退所。
その後はフリーの国際政治評論家・軍事アナリストとして活躍した。1991年湾岸戦争時にはテレビ出演して戦況などを解説した。
1993年叙勲四等授旭日小綬章。2004年に動脈硬化により 東京都目黒区の病院で死去した。享年81。叙従四位。

## 著書

### 単著
- 『ケネディにつづく若者たち――"ジャーナリスト"のハーバード大学留学記』（講談社、1963年）
- 『生残りの戦略――八十年代の安全保障』（オリエント書房、1978年）
- 『戦略（グランドデザイン）なき国家は、挫折する――アメリカが見捨てる、ソ連が牙をむく』（光文社、1984年）
- 『危機のシナリオと戦略――戦争・資源・災害…日本の「安全」をどう守るか』（PHP研究所、1985年）
- 『SDIと日本の戦略――第二の開国を迫られるわが国の安全保障』（読売新聞社、1986年）
- 『国籍不明「海底戦車」の謎』（二見書房、1986年）
- 『日本が日米同盟の崩壊を恐れない理由――大国興亡の法則』（光文社、1988年）
- 『2001年・日本の軍事力――「有事」の際、本当はどこまで守れるのか』（祥伝社、1998年）

### 共著
- 『エネルギーと国際紛争――第三世界の挑戦と米ソの対応』（電力新報社、1981年）

### 共編著
- （高坂正堯）『多極化時代の戦略（上・下）』（日本国際問題研究所、1973年）

### 訳書
- ヘンリー・キッシンジャー『核兵器と外交政策』（日本外政学会、1958年）
- ドン・ホワイトヘッド『連邦警察――FBI物語』（日本外政学会、1959年）
- ウィリアム・カウフマン『マクナマラの戦略理論』（ぺりかん社、1968年）
- ハーマン・カーン『考えられないことを考える――現代文明と核戦争の可能性』（ぺりかん社、1968年）
- フレッド・チャールズ・イクレ『紛争終結の理論』（日本国際問題研究所、1974年）
- ラルフ・クロフ『米国のアジア戦略と日本』（オリエント書房、1976年）
- メルビン・A・コナント、ファーン・R・ゴールド『新エネルギー地政学』（電力新報社、1979年）
- ヨーゼフ・ゲッベルス『大崩壊――ゲッベルス最後の日記』（講談社、1984年）

## 家族
- 妻・悦子は芸術家、子には脚本家の桃井章、女優の桃井かおりがいる。
  - かおりの芸能活動には、余り好意的でなかったとされる。かおりは、『あらかじめ失われた恋人たちよ』で本格的なデビューを果たし、同作では聾唖の少女を演じてスクリーンで裸になったが、映画出演を知らされていなかった真は、かおりに「出ていけ」と怒鳴りつけた。あるニュース番組にコメンテーターとして出演した際、司会より『女優の桃井かおりさんのお父様です』と紹介され、その場で退席してしまったこともある。真は生前、「役者なんてまともな家の人がするもんじゃないという偏見が僕にはあった。（中略）まわりは羨ましそうだった。（中略）僕が奢ると娘の金だと思うから。それがずっと嫌でした。今も嫌です」と述懐している。なお、真は自ら購入した二世帯住宅でかおりと暮らしていたが、晩年まで「まだ女優やめられないのか」と聞き続けた[2]。